# 21 cm Wurfmörser 69
Il  21 cm Wurfmörser 69 era un mortaio pesante impiegato dalla Germania nazista durante la seconda guerra mondiale. Era soprannominato Elefant.

## Storia
L'arma era basata sul prototipo 22 cm schwere Granatwerfer sviluppato dalla Škoda, che nel 1944 fu modificato in calibro 21 cm su richiesta dell'OKH al fine di riutilizzare il munizionamento esistente. La progressiva perdita di capacità produttive e materie prime necessarie per la produzione di pezzi di artiglieria pesante, orientò i vertici nazisti su questo tipo di arma, più semplice ed economica da produrre. Secondo il generale Walther Buhle, l'introduzione in servizio fu ordinata direttamente da Adolf Hitler senza consultare l'Heereswaffenamt. Di conseguenza l'arma venne consegnata ai reparti di prima linea senza essere stata adeguatamente testata, dimostrando sul campo diversi difetti costruttivi.
Le armi avrebbero dovuto equipaggiare i Volksartilleriekorps, ognuno con 27 pezzi. Una salva dell'intera unità avrebbe lanciato sul nemico 3 tonnellate di proiettili. I primi 9 pezzi furono consegnati al Volksartilleriekorps 410, dove furono incorporati da un apposito schwere Granatwerferabteilung ("battaglione mortai pesanti").

## Tecnica
Il mortaio era a retrocarica. La canna rinculava su una slitta, munita di freni di sparo e recuperatori. La culla poggiava posteriormente, tramite una testa sferica, su una piastra di tiro, ancorata al suolo tramite vomeri. L'elevazione era data dallo scorrimento verticale della culla su un particolare affusto a portale. Inferiormente l'affusto era munito di ruote per il trasporto, che in posizione di tiro venivano sollevate e l'affusto scorreva su una rotaia semicircolare, consentendo un angolo di brandeggio di 60°. Per il caricamento la canna veniva svincolata e portata in posizione orizzontale rispetto al suolo.

## Munizionamento
- 21 cm Wurfgranate 5004: granata da demolizione.
- 21 cm Wurfgranate 5021: granata anti-personale a frammentazione.
- 21 cm Wurfgranate 5031: granata anti-personale con corpo bomba in ghisa.